# Desmodium stolzii
Desmodium stolzii är en ärtväxtart som beskrevs av Anton Karl Schindler. Desmodium stolzii ingår i släktet Desmodium och familjen ärtväxter. Inga underarter finns listade i Catalogue of Life.